# Wałcz
Wałcz [vau̯t͡ʂ] (tyska: Deutsch Krone) är en stad i nordvästra Polen som är huvudort i distriktet Powiat wałecki i Västpommerns vojvodskap. Staden är en egen kommun och därmed administrativt självständig från den omkringliggande landskommunen med samma namn, Gmina Wałcz. Wałcz stad har 26 417 invånare (2012).

## Historia
Wałcz var ursprungligen en slavisk bosättning i gränsområdet mellan Pommern och Storpolen och hamnade under det tidiga 1100-talet under kungadömet Polens kontroll. Under 1200-talet och Ostsiedlung-periodens tyska kolonisation av Neumark kom området först under Tyska orden och därefter, under början av 1300-talet, under Markgrevskapet Brandenburgs och huset Askaniens kontroll. De samregerande askaniska markgrevarna Valdemar, Otto IV, Konrad och Johannes lät enligt ett dokument daterat 23 april 1303 grunda en stad, Arneskrone, vid den slaviska bosättningen. Området var omstritt med Polen under 1300-talet och markgreven Otto V slöt ett fredsfördrag 1368 med Polens kung Kasimir III där staden mot en köpesumma permanent avträddes till Polen.
Staden härjades svårt under strider mellan Tyska orden och Polen under 1400-talet. Reformationen genomfördes i staden 1535. Trots försök under 1590-talet från den polska kronan att tvångsåterinföra katolicismen i staden förblev staden huvudsakligen luthersk, med en stor tysktalande befolkning.
Fram till Polens första delning 1772 tillhörde staden Polen, varefter den från 1772 under namnet Deutsch Krone tillhörde Västpreussen och kungadömet Preussen, från 1871 Tyska kejsardömet. Staden kom under mellankrigstiden från 1918 att tillhöra provinsen Posen-Västpreussen i det som återstod av den tyska västpreussiska provinsen i Weimarrepubliken, intill den nya gränsen mot Polen.
Staden ockuperades av Röda armén 12 februari 1945. Den tyska befolkningen tvångsfördrevs i enlighet med Potsdamöverenskommelsen och Oder-Neisselinjen, och staden är sedan 1945 en del av Polen. Återbefolkningen av området skedde till stor del av tvångsförflyttade polsktalande från gränstrakterna mot Sovjetunionen och staden, där den stora majoriteten av invånarna är polsktalande idag, heter sedan 1945 officiellt den moderna polska versionen av sitt slaviska namn, Wałcz.

## Kultur och sevärdheter

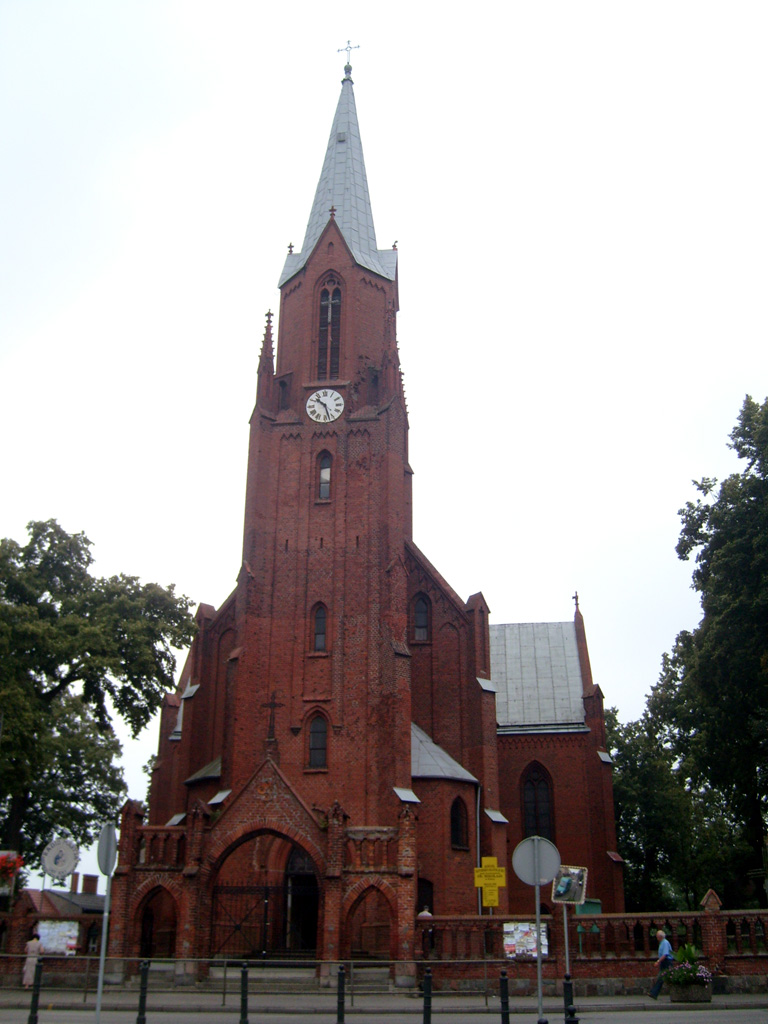
Nikolaikyrkan, uppförd 1865.

Staden ligger vid två sjöar och har ett stort utbud av vattensport-, camping- och friluftsaktiviteter. Staden är sedan 50-talet ett viktigt vattensportcentrum i Polen och är idag officiell träningsplats för det polska olympiska kajaklaget.
Vid stadens medeltida torg ligger rådhuset från 1800-talet i nyrenässansstil. Staden har ett regionalmuseum, Muzeum Ziemi Wałeckiej.

## Kommunikationer
Staden ligger vid de nationella landsvägarna DK10 (Lubieszyn - Płońsk) och DK22 (Kostrzyn nad Odrą - Braniewo).

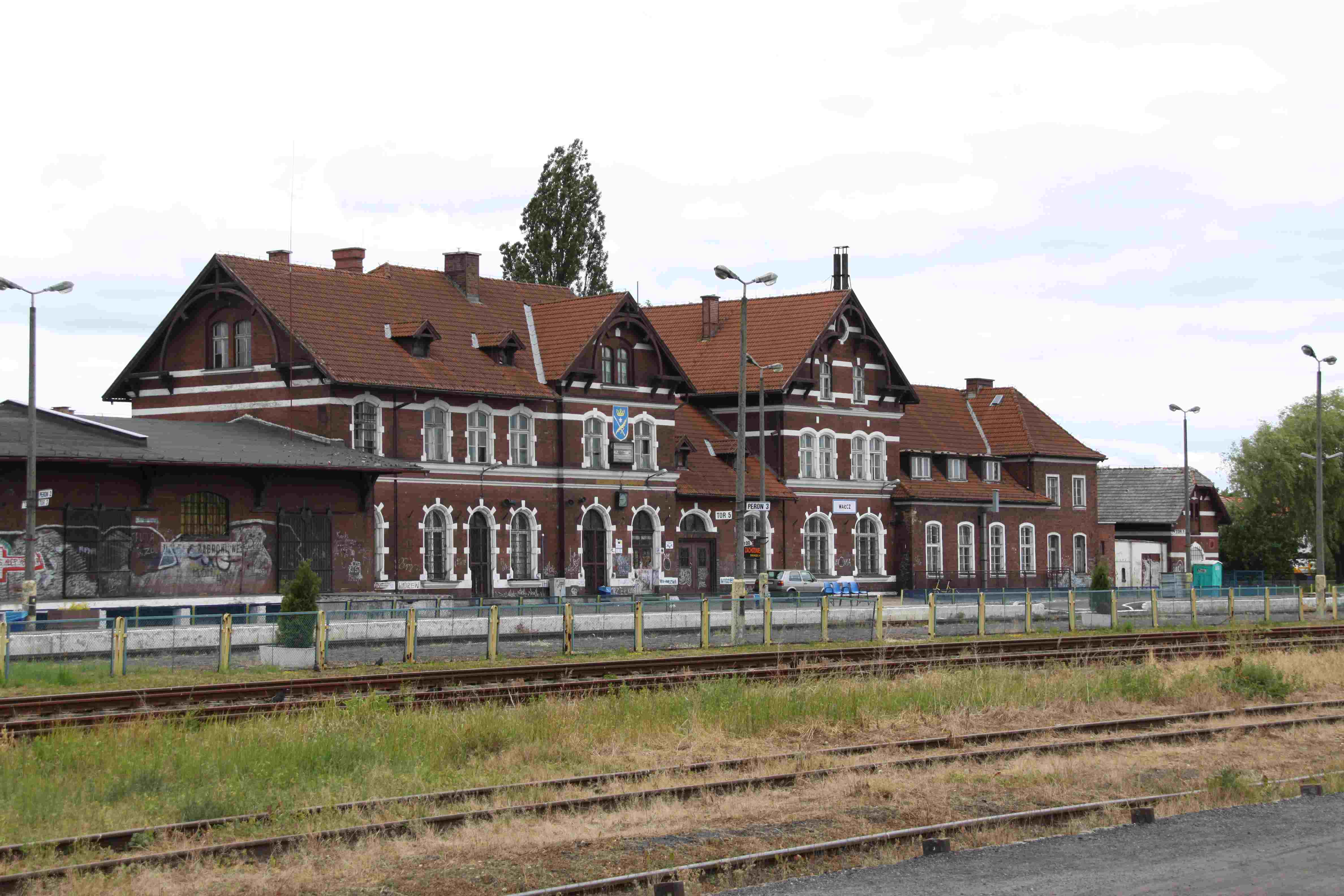
Järnvägsstationen

Staden har sedan 2007 en återöppnad järnvägsförbindelse med staden Piła i Storpolens vojvodskap. Övriga linjer som passerar staden är idag nedlagda för passagerartrafik och huvuddelen av kollektivtrafiken sker med buss.

## Kända invånare
- Grzegorz Kołtan (född 1955), kanotist.
- Ludwig Riess (1861-1928), tysk historiker.
- Paweł Suski (född 1964), polsk politiker tillhörande Medborgarplattformen.
- Rudolph Wilde (1857-1910), tysk kommunalpolitiker, överborgmästare i Schöneberg.